# Freespire
Freespire — поддерживаемый собственным сообществом дистрибутив Linux, который состоит, по большей части, из свободного и просто бесплатного[уточнить] программного обеспечения и предоставляющий пользователям выбор включать проприетарное программное обеспечение, включающее мультимедийные кодеки, драйверы устройств и прикладные программы.
Freespire происходит от дистрибутива Linspire. Freespire 1.0 основывалась на дистрибутиве Debian, а Freespire 2.0 — на дистрибутиве Ubuntu. Linspire была приобретена компанией Xandros, которая решила вернуться к Debian как основе для будущих версий Freespire.
1 января 2018 года PC/Open Systems объявила, что приобрела Linspire от Xandros и выпустила Freespire 3.0. В то время, как Linspire 7 доступен за 79,99$, Freespire 3.0 является бесплатным.

## История
В августе 2005 года дистрибутив на базе Live CD, основанный на исходных кодах Linspire под названием Freespire, попал в сеть случайно. Этот дистрибутив был создан Эндрю Беттсом и не был выпущен Linspire Inc. Затем Linspire на обратной стороне созданной рекламы предлагала пользователям «бесплатную Linspire», используя код купона «Freespire» до 9 сентября 2005 года. Операционная система Squiggle OS больше не находилась в активной разработке.
24 апреля 2006 года Linspire анонсировала свой проект под названием «Freespire». Новое распространение Freespire было объявлено тогда президентом Linspire и бывшим генеральным директором Кевином Кармони. Подобно тому, как Fedora поддерживается Red Hat и сообществом с 2003 года. Novell также начала аналогичный проект сообщества под названием openSUSE для своей линейки продуктов SUSE Linux во второй половине 2005 года.
Xandros приобрела Linspire и Freespire летом 2008 года. Xandros планировала сохранить Freespire в качестве сообщества, разработанного дистрибутивом, подобным дистрибутиву openSUSE и Fedora для их соответствующих коммерческих дистрибутивов.
Окончательный выпуск Freespire 2.0.8, был выпущен 30 ноября 2007 года. Версия была основана на Ubuntu 7.04, которая поддерживалась 18 месяцев и достигла прекращения поддержки 19 октября 2008 года. Состояние теперь считается «активным» в DistroWatch.

## Особенности
Дистрибутив основанный на Debian, поддерживаемый сообществом и поддерживаемый проект, связан с коммерческим дистрибутивом Linspire. Freespire включает в себя ранее проприетарные элементы от Linspire, такие как клиент Click N' Run (CNR), в то время, как другие элементы, которые Linspire сам лицензирует, но не принадлежит, например, библиотеки совместимости Windows Media Audio, остаются собственностью, закрытым исходным кодом, следовательно, существуют две версии Freespire: одна с закрытыми исходными библиотеками, и другая, называемая Freespire OSS Edition, которая включает в основном компоненты с открытым исходным кодом. В Freespire есть ряд собственных программ, написанных в Haskell и OCaml, таких как создатель ISO-образов, аппаратное обнаружение и автоконфигурация, автообъект пакетов и «библиотека Debian», а также программы, управляющие CGI.

## История выпусков
| Версия                        | Дата релиза | Примечания |
| ----------------------------- | ----------- | --- |
| 1.0 Release Candidate (1.0.2) | 2006-07-28  | Кандидат на релиз |
| 1.0 (1.0.13)                  | 2006-08-04  | Публичный выпуск на основе Debian, ядра Linux 2.6.14 и KDE 3.3.2. |
| 2.0 RC (1.9.0)                | 2007-07-10  | Кандидат на релиз. |
| 2.0                           | 2007-08-07  | Основана на Ubuntu 7.04, включает в себя ядро Linux версии 2.6.20 и KDE 3.5.6. |
| 2.0.8                         | 2007-11-30  | Исправления и бета-версия Click N' Run. |
| 3.0                           | 2018-01-01  | Имеет ядро Linux версии 4.10.0-42, веб-браузер Firefox Quantum, и другие обновления программ.                                                                                       |
| 3.0.1                         | 2018-01-14  | Исправления уязвимостей Meltdown и Spectre. |
| 3.0.6.5                       | 2018-02-08  | Версия ядра Linux была обновлена до версии 4.13.0-32, добавлены графические твики для отзыва про дистрибутив, удалён GParted, применены обновления от 7 февраля 2018 года и прочее. |
| 3.0.8                         | 2018-03-19  | |
| 8.2                           | 2022-03-02  | KDE Plasma 5.18.8, Kernel 5.13.0 LTS, Flatpak, Falkon - браузер по умолчанию вместо Google Chrome и много другое.                                                                   |